# Francesco Maria Pratilli
Francesco Maria Pratilli, né le 10 octobre 1689 à Santa Maria Capua Vetere et mort le 30 novembre 1763 à Naples, est un antiquaire et archéologue italien.

## Biographie
Né le 10 octobre 1689 à Santa Maria Capua Vetere, Francesco Maria Pratilli embrassa l’état ecclésiastique, fut pourvu d’un canonicat de la Cathédrale de Capoue, consacra sa vie entière aux recherches d’archéologie et à l’étude des inscriptions et des médailles et mourut, en 1770, âgé 74 ans.

## Œuvres
Indépendamment d’une édition de l’Historia principum Longobardorum du savant Camillo Pellegrino, enrichie de la vie de l’auteur, de notes et de pièces inédites, Naples, 1749-1754, 5 vol. in-4°, dont les trois derniers contiennent de nombreuses dissertations de Pratilli, on a du savant chanoine de Capoue :
- des Lettres sur différents objets d’antiquité, insérées dans la Raccolta Calogerana : Lettera nella quale si spiega un antico marmo, in cui si fa memoria di Giove Ortense, t. 28 ; — Lettera sull’indagamento del sito dell’antico Equotutico negl’Irpini, t. 30 ; c’est aujourd’hui Foggia dans la Capitanata ; — Lettera nella quale, sulla spiegazione di un antico marmo di fresco scavato, si chiarifica l’esistenza della colonia di Bauli (peuple de la Campanie), t. 39 ; — Lettera sopra una moneta di Guglielmo II, il Buono, monarca delle due Sicilie, t. 44 ;
- Della via Appia riconosciuta e descritta da Roma a Brindisi lib. 4, Naples, 1745, in-fol. Cet ouvrage est plein d’érudition et orné de cartes qui représentent la voie Appienne et les plans des villes que traversait ce chemin, l’un des plus beaux ouvrages des Romains. L’auteur y a inséré un grand nombre d’inscriptions inédites et une foule de détails curieux, parfois éloignés de son sujet, mais qui attestent l’étendue de ses recherches. L’abbé Erasmo Gesualdo lui reproche de n’avoir pas su profiter assez des mémoires qui lui avaient été communiqués pour donner à son livre toute la perfection dont il était susceptible (voy. les Osservazioni critiche sopra la storia della via Appia, Naples, 1756, in-4°). On trouve deux longs extraits de l’ouvrage de Pratilli dans le Journal des savants de 1750.
- Lettera di una moneta singolare del tiranno Giovanni, ibid., 1748, in-8°. C’est l’explication d’une monnaie unique du tyran Joannes ou Jean, qui, s’étant fait proclamer empereur à Rome en 423, après la mort d’Honorius, fut bientôt après assiégé dans Ravenne et finit par tomber au pouvoir de Théodose II, qui lui fit trancher la tête au mois de mai 425. 4° De’ consolari della provincia della Campania, dissertazione, ibid., 1757 ;
- Della origine della metropolia ecclesiastica della chiesa di Capoa, dissertazione, ibid., 1758, in-4°. Pratilli s’attache à défendre les droits de la métropole de Capoue et à démontrer sa prééminence sur celle de Bénévent contre l’opinion de Pompeo Sarnelli et d’autres écrivains.

## Sources
- « Pratilli (François-Marie) », dans Louis-Gabriel Michaud, Biographie universelle ancienne et moderne : histoire par ordre alphabétique de la vie publique et privée de tous les hommes avec la collaboration de plus de 300 savants et littérateurs français ou étrangers, 2e édition, 1843-1865 [détail de l’édition]